# DICTATOR (アルバム)
『DICTATOR』（ディクテーター）は、日本のヴィジュアル系ロックバンド、DIAURAの1枚目のミニアルバム。2011年8月10日発売。

## 概要
- サポートメンバーだった翔也（ベース）を正式メンバーに迎え入れ、製作された。
- CDの1曲目、DVDの内容が異なるAタイプ、Bタイプが製作され、共に1000枚限定で販売された。現在は完売[2]。また、ジャケットもそれぞれ異なっており、Aタイプは赤い地球、Bタイプは青い地球が半分ずつ写っているというもので、これらを合わせると、「1人の人間の手の中にある1つの星」になる。これは、yo-ka曰く「DICTATOR」の、ある歌詞の一節がこのジャケットに繋がっていて、それがDIAURAというバンドのあるべき姿、向かうべき姿にも投影されているという[3]。
- また「DICTATOR」について、yo-ka曰く「DIAURAというものは何なのか？何を伝えていくのか？どういう風になりたいのか？」という、バンドの自己紹介的なものであり、「より多くの人にDIAURAを知ってもらいたいなって。それが絶対に今のこのタイミングだろう」と思い、3人のメンバーの結束が固まったところで、バンド名の由来でもある「Dictatorial Aura＝DIAURA」というバンドの核となる部分を『DICTATOR』という作品にしました。」と語っている[3]。
- 5トラック目「インフィネイト」とは、yo-ka曰く「Infinity」からくる「無限という意味の造語」である。本作で唯一、フェードアウトで終わる楽曲であるが、これについてもyo-kaが「「奈落の花」から始まって「インフィネイト」で終わってまたループして繰り返すっていう、1つの世界の終わりであり始まりであるっていう意味を「インフィネイト」っていう言葉に持たせたんです。」と語っている。また、佳衣と翔也も、本作の聴きどころとして本楽曲を挙げていた[3]。

## 収録内容
| 全作詞: yo-ka。 |                                     |       |       |
| #               | タイトル                            | 作詞  | 作曲  |
| 1.              | 「深」(SE)                          | yo-ka | 佳衣  |
| 2.              | 「奈落の花」                        | yo-ka | yo-ka |
| 3.              | 「DICTATOR」                        | yo-ka | 佳衣  |
| 4.              | 「MASTER」                          | yo-ka | yo-ka |
| 5.              | 「インフィネイト」                  | yo-ka | 佳衣  |
| 6.              | 「SISTER」(2ndプレス盤にのみ収録。) | yo-ka | yo-ka |

| #  | タイトル           | 作詞 | 作曲  |
| -- | ------------------ | ---- | ----- |
| 1. | 「World End」(SE)  |      |       |
| 2. | 「奈落の花」       |      | yo-ka |
| 3. | 「DICTATOR」       |      | 佳衣  |
| 4. | 「MASTER」         |      | yo-ka |
| 5. | 「インフィネイト」 |      | 佳衣  |

| #  | タイトル                    | 作詞 | 作曲 |
| -- | --------------------------- | ---- | ---- |
| 1. | 「失翼の領域」(Music Video) |      | 佳衣 |

| #  | タイトル                 | 作詞 | 作曲・編曲 |
| -- | ------------------------ | ---- | ---------- |
| 1. | 「ドキュメンタリー映像」 |      |            |

## 備考
- 「MASTER」は後にPV Singleとしてシングルカットされ、500枚限定で販売された。
- また、2012年12月19日には、未発表新曲を追加し、ジャケットをリニューアルした2ndプレス盤が製作され、『GENESIS』の2ndプレス盤と同時発売された。